# Cagiva Aletta Rossa
La Cagiva Aletta Rossa est une gamme de moto produite par Cagiva dans trois déclinaisons : 123 cm3, 200 cm3 et 350 cm3.